# Raritan (fiume)
Il fiume Raritan è uno dei principali fiumi del New Jersey. Il suo spartiacque drena gran parte dell'area montuosa della parte centrale dello stato, sfociando nella baia di Raritan sull'Oceano Atlantico.

## Storia
I geologi affermano che il Raritan inferiore forniva il corso della foce del fiume Hudson circa 6.000 anni fa. Dopo la fine dell'ultima era glaciale, The Narrows non si era ancora formato e l'Hudson scorreva lungo i monti di Watchung fino all'attuale Bound Brook, quindi seguì il corso del Raritan verso est nella Lower New York Bay.
Il nome Raritan potrebbe derivare da un ramo del popolo Lenape chiamato Nariticons, il primo popolo conosciuto a stabilirsi nella valle di Raritan.

## Descrizione
Il fiume si forma alla confluenza dei rami nord e sud appena ad ovest di Somerville, al confine tra Bridgewater, Branchburg e Hillsborough. Scorre per circa 26 km prima di rallentare nella marea a New Brunswick e il suo estuario si estende per 23 km in più entrando nell'estremità occidentale della baia di Raritan a South Amboy.
Sono state adottate misure globali per ridurre l'inquinamento e aumentare la qualità dell'acqua. Queste azioni hanno avvantaggiato la popolazione ittica che include (ma non si limita a) persico trota, persico trota bocca piccola, altri Centrarchidae, pesce gatto, trota, luccio nordamericano, anguilla americana, carpa e persico reale americano. Il luccio può essere trovato in relativa abbondanza in alcune parti del fiume come Clinton e Califon. Anche un occasionale Muskie è stato catturato nel Raritan. Le porzioni di marea del fiume ospitano specie migratorie di acqua salata come la spigola striata, passera di mare, passera invernale, ombrina atlantica e pesce serra. Di recente, sono stati compiuti sforzi per ripristinare le popolazioni ittiche anadrome, rimuovendo molte delle dighe obsolete e costruendo infrastrutture di bypass della diga. Molti uccelli nidificanti e acquatici vivono all'interno e lungo il fiume. Crostacei come il granchio blu, il granchio violinista e il granchio verde si trovano anche nelle sezioni di marea del fiume. I gamberi possono essere trovati più a monte.

## Galleria d'immagini

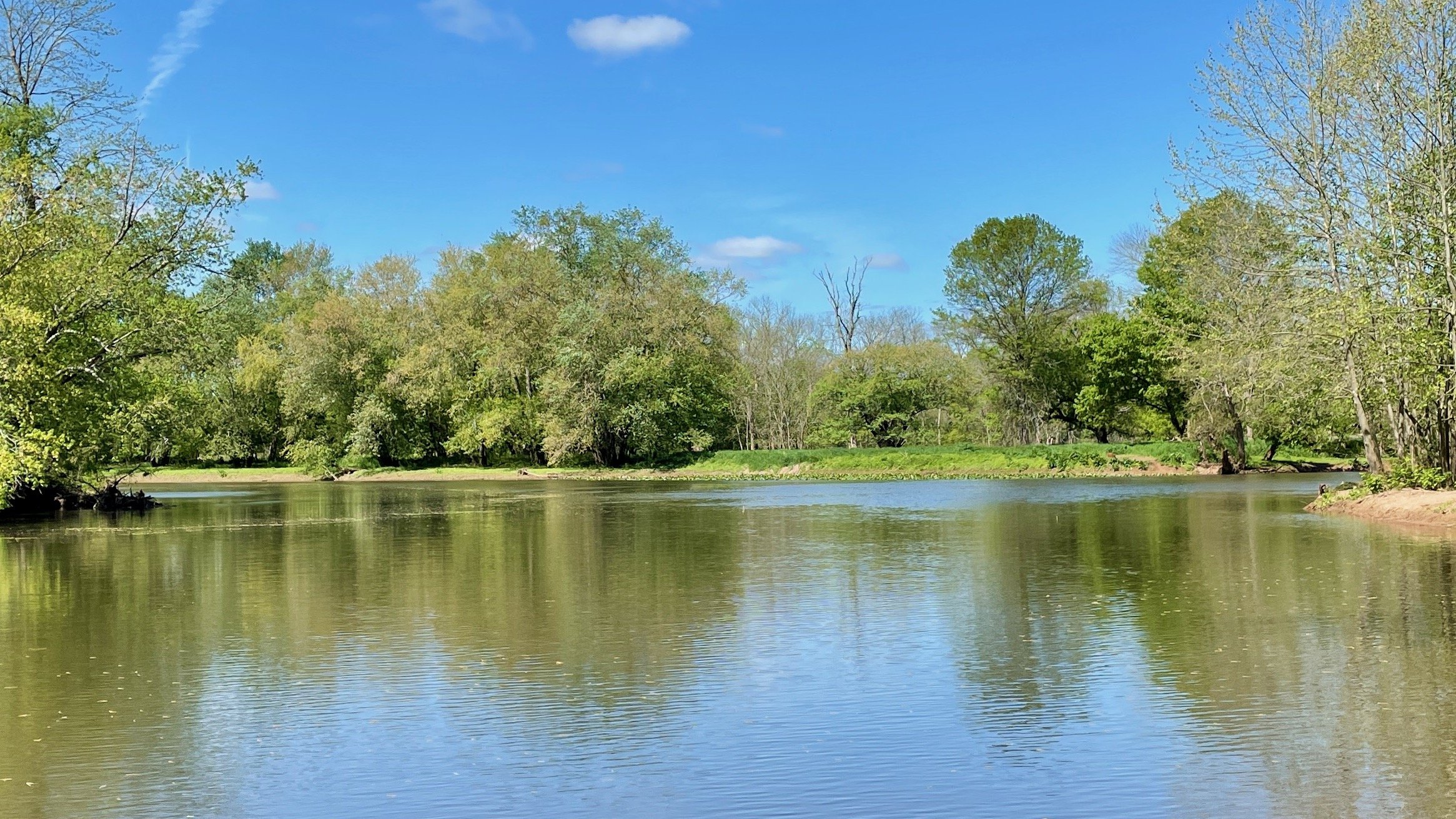
Confluenza del ramo sud e del ramo nord con il fiume Raritan a Branchburg
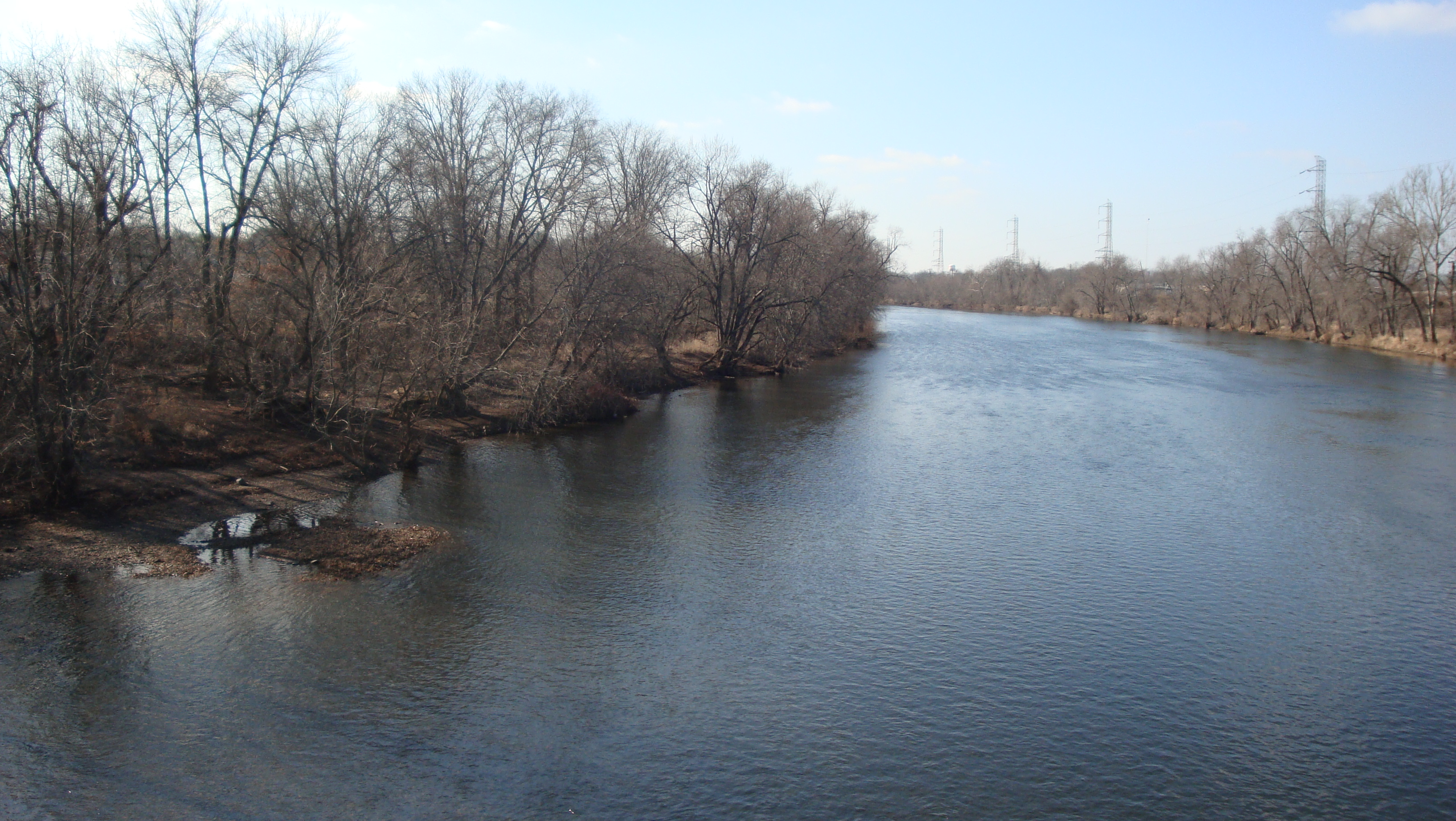
Fiume Raritan visto dal Queens Bridge a Bound Brook
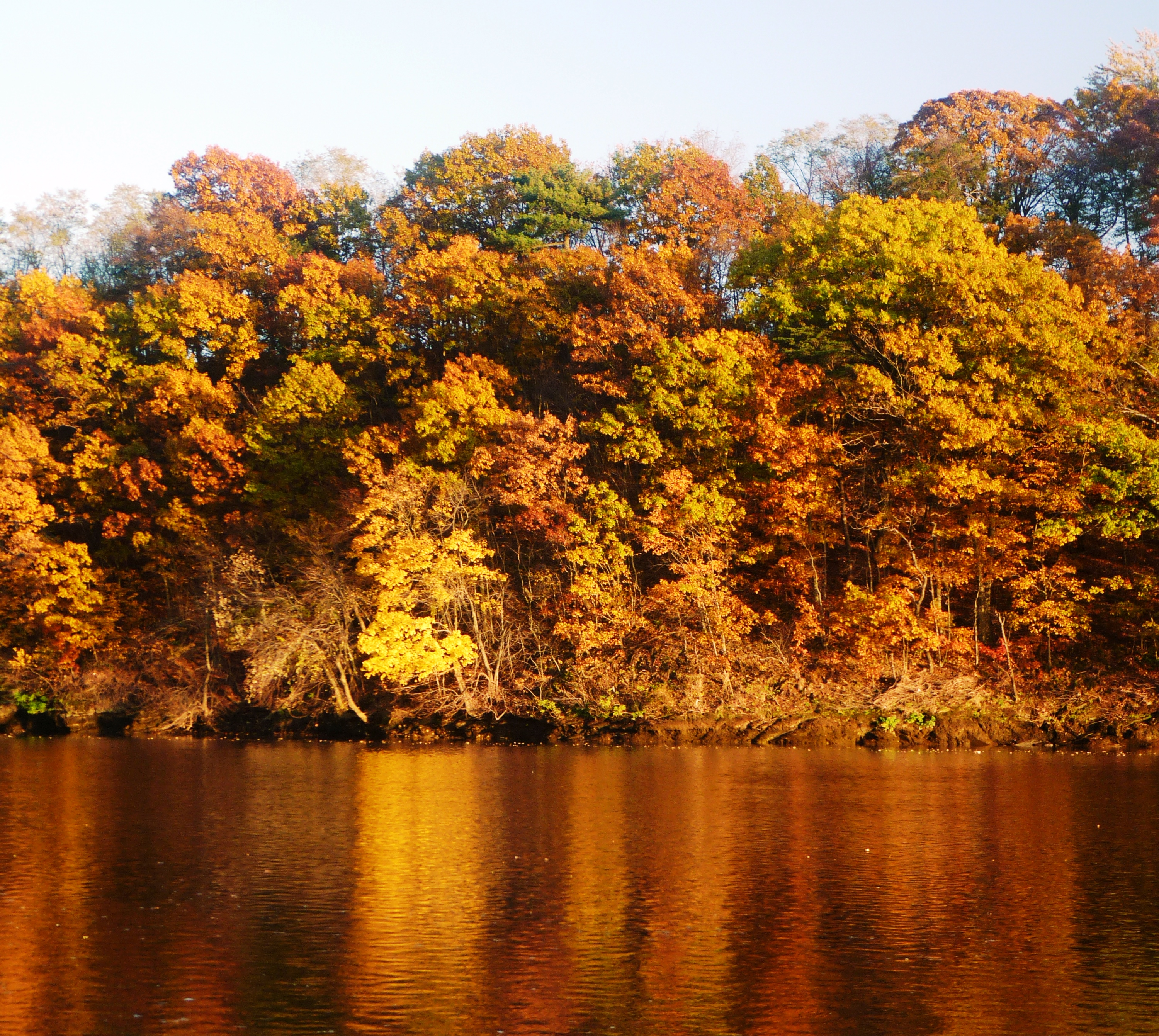
Fiume Raritan alla Fall Line, visto da Highland Park
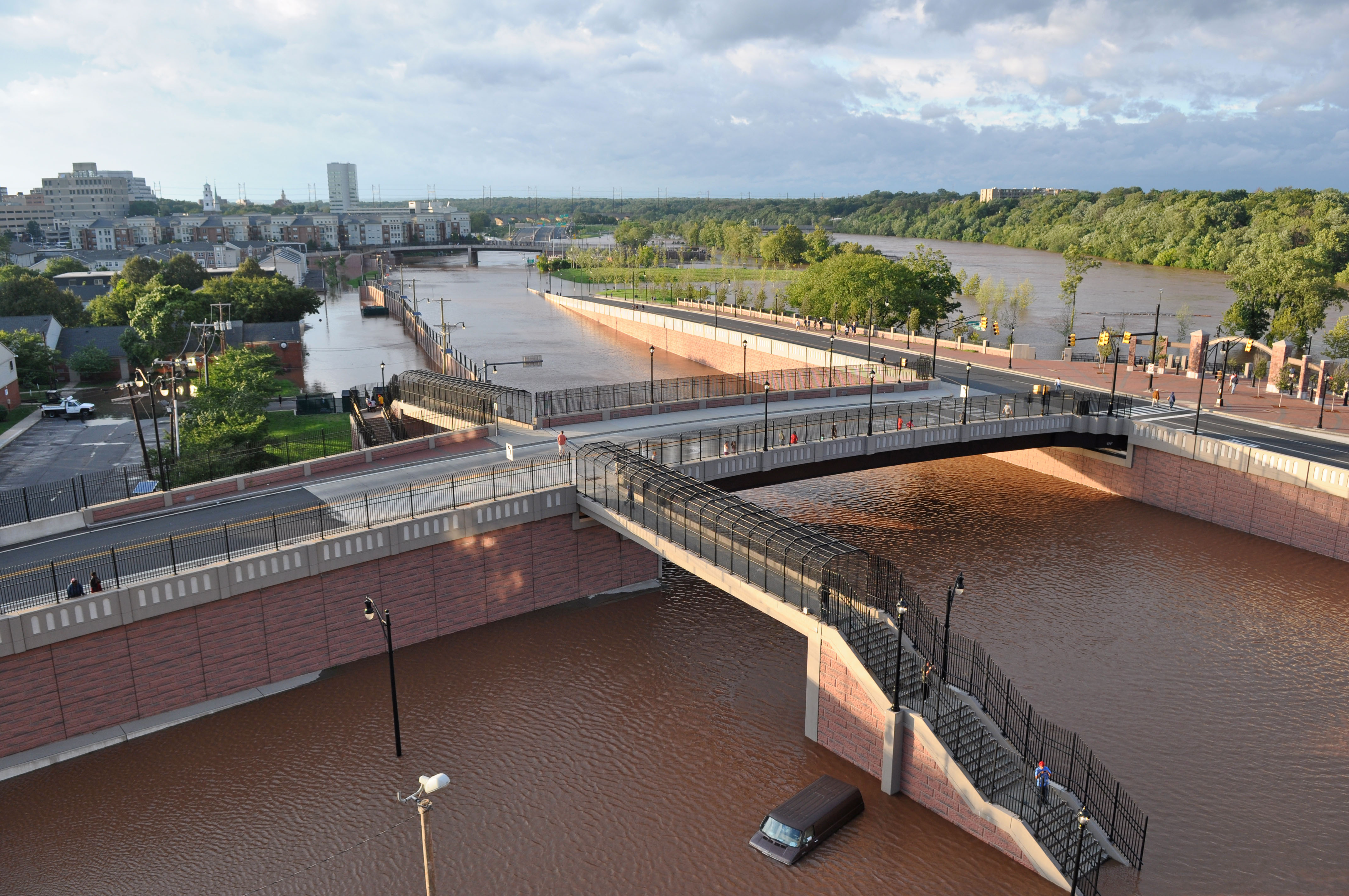
Danni causati dalle inondazioni dalla tempesta tropicale Irene nel New Brunswick